# Zotzenbach
Zotzenbach ist mit rund 2100 Einwohnern nach Rimbach-Mitte der größte Ortsteil der Gemeinde Rimbach im südhessischen Landkreis Bergstraße.

## Geographie

### Geographische Lage
Zotzenbach liegt beiderseits des gleichnamigen Bachs im Weschnitztal im Vorderen Odenwald ca. 30 km nördlich von Heidelberg. Es ist außer dem nahen Weiler Münschbach der einzige Ortsteil, der südlich von Rimbach-Mitte und östlich der Weschnitz liegt. Die ausgedehnte Gemarkung von Zotzenbach erstreckt sich von der Weschnitzniederung nach Osten bis zur Gipfelregion der Tromm und schloss den westlich der Gipfelhöhe errichteten, seit 2020 weitgehend abgetragenen, 27 Meter hohen Ireneturm, benannt nach einer Prinzessin von Hessen-Darmstadt, mit ein. Damit hat Zotzenbach Anteil an der Region Überwald und weist mit über 570 Meter Höhe die höchste Erhebung des Rimbacher Gemeindegebiets auf. Am südlichen Ende der Gemarkung gehört der Weiler Unter-Mengelbach noch zu Zotzenbach.

### Nachbargemeinden
Die Gemarkung grenzt im Süden und Westen an Mörlenbach, im Osten an Wald-Michelbach und Grasellenbach, im Norden an den Ortsteil Münschbach und an Rimbach-Mitte.

## Verkehr

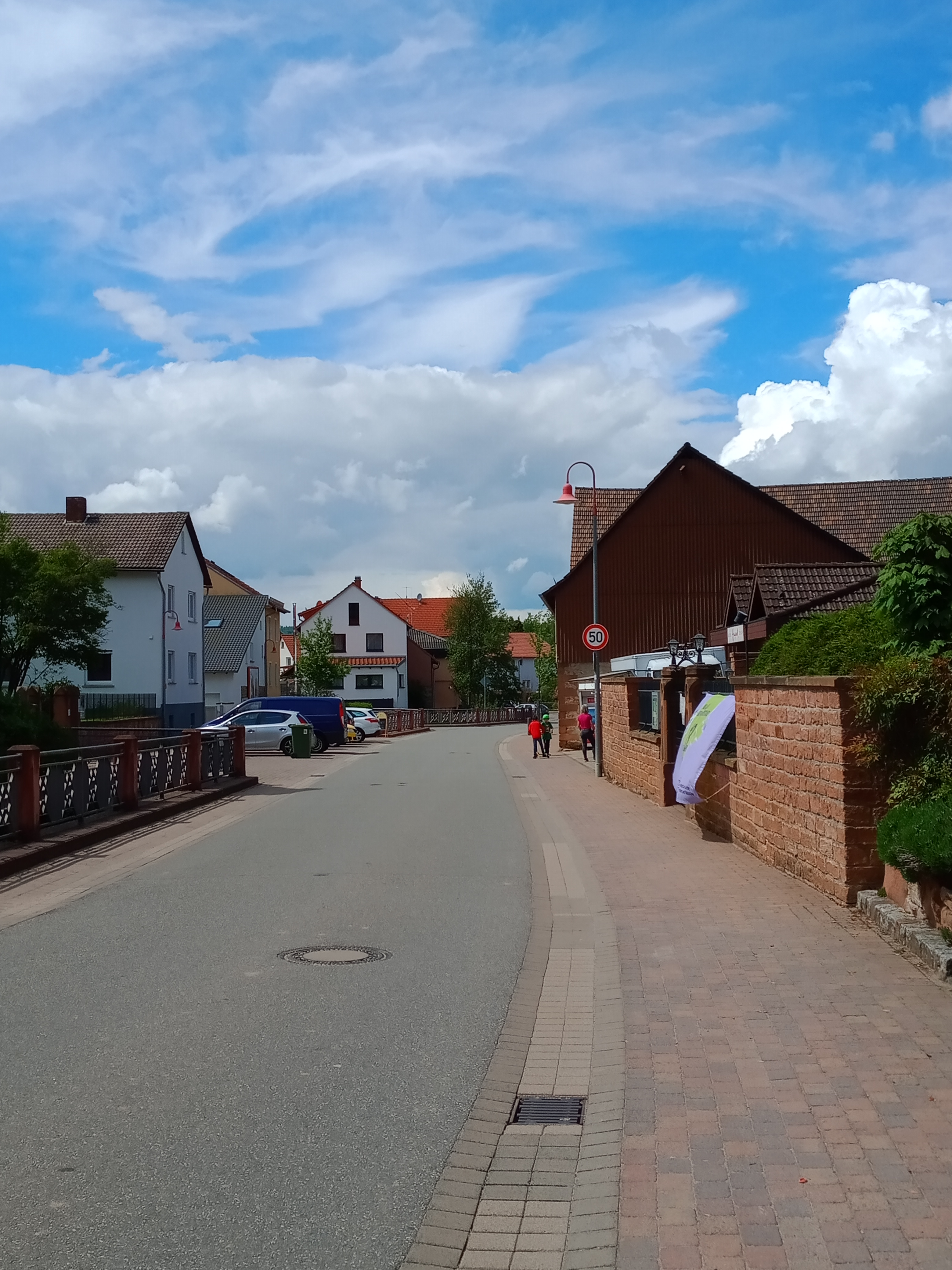
Die Ortsdurchfahrt (2021)

Von der Bundesstraße 38 kommend führt die L 3409 zum Ortseingang von Zotzenbach, bzw. als Umgehungsstraße südlich um Zotzenbach herum in Richtung Wald-Michelbach.
Die Anbindung von Zotzenbach an die größeren Städte in der Umgebung (Weinheim, Mannheim, Heidelberg) erfolgt über die B 38, bzw. B 38a und den Saukopftunnel. Durch letzteren ist eine Autobahnanbindung von ca. 15 Minuten gegeben.
Eine Zugverbindung aller Weschnitztal-Gemeinden stellt die Weschnitztalbahn dar. Die Weschnitztalbahn verläuft zwischen Weinheim und Fürth (Odenwald). Der Zug verkehrt -nur tagsüber- in ca. 30 Minutenrhythmus, Sa–So und Feiertage im Stundenrhythmus. Rimbach und Zotzenbach sind außer durch Kraftfahrstraßen durch einen Fuß- und Fahrradweg miteinander verbunden.

## Geschichte

### Von den Anfängen bis zum 18. Jahrhundert
Die älteste Erwähnung des Ortes findet sich im Lorscher Codex, einem Besitzverzeichnis des Reichsklosters Lorch. Hier ist unter der Nr. 40 die Schenkung eines Lüther aus dem Jahr 877 an das Kloster dokumentiert. Dabei ließ er sich die lebenslange Belehnung dieser Güter und anderer Orte, darunter Zotzenbach (villa Zoszumbach), die das Kloster im zum Lehen gab, zusichern. In jener Zeit war dies ein übliches Verfahren adliger Herren, sich das Seelenheil nach ihrem Tod zu sichern. Hans Jürgen Nitz bezeichnet Zotzenbach in seiner Arbeit Die ländlichen Siedlungsformen des Odenwaldes: Untersuchung über ihre Typologie u. Genese u. d. Prinzipien d. räuml. Organisation d. mittelalterl. Siedlungsbildes als das älteste Waldhufendorf Deutschlands. Gefördert durch viele weitere Schenkungen gehörte das Kloster Lorsch im 9.–12. Jahrhundert zu den größten und mächtigsten Benediktinerabteien Deutschlands. Als nach dem Niedergang des Klosters, 1232 Kaiser Friedrich II. die Reichsabtei Lorsch dem Erzbistum Mainz und seinem Bischof Siegfried III. von Eppstein zur Reform überstellte, befand sich das Gebiet des späteren Amtes Schönberg, zu dem auch Zotzenbach gehörte, bereits im Besitz der Pfalzgrafen.
Vor 1290 gelangte Zotzenbach als pfälzisches Lehen an die Herrschaft Erbach, denn aus diesem Jahr ist eine Schenkung des Konrad von Erbach an das Kloster Schönau überliefert, in der er dem Kloster für sein Seelenheil „die genannten Einkünfte aus Zotzenbach“ überlässt. Weitere Belege für die Erbacher Lehensherrschaft sind:
- Die Urkunde von 1339. in der Schenk Konrad von Erbach seine Ehefrau Kunigunde, geb. von Brugge, mit Willen seines Lehensherren Pfalzgraf Rudolf, mit einem Viertel der Burg Schönberg, zu der Gefälle in Schönberg, Elmshausen, Wilmshause, Gronau, Zell und Reilenbach gehören, bewittumt.[4]
- Die Urkunde von 1385, in der Pfalzgrafen Ruprecht I. dem Schenk Eberhard von Erbach die Verpfändung der Dörfer Zotzenbach und Rimbach an Hanemann von Sickingen und Hennel von Mosbach bewilligte.[5]

Die Grafschaft Erbach gehörte ab 1500 zum Fränkischen Reichskreis und die Schenken zu Erbach wurden 1532 in den Reichsgrafenstand erhoben.
Die Hohe Gerichtsbarkeit über den Ort wurde durch die Zent Heppenheim ausgeübt, deren oberster Richter der 1267 erstmals erwähnte Burggraf auf der Starkenburg (über Heppenheim) war. Die Niedere Gerichtsbarkeit lag beim Vogteigericht in Rimbach. Aus dem Jahr 1475 ist ein Weistum über die erbachischen Rechte erhalten. 1590 wurde die Niedere Gerichtsbarkeit in Zotzenbach dann durch die Zent Mörlenbach ausgeübt. Die Zuordnung zur Zent Mörlenbach scheint aber nur zeitweise bestanden zu haben, denn aus dem Jahr 1698 ist ein Vogteigerichtsbuch für Rimbach und Zotzenbach überliefert. Die erbachischen Rechte wurden durch das Amt Schönberg wahrgenommen. Den Zehnten in Zotzenbach erhielten anfangs die Pfalzgrafen die ihn den Grafen von Erbach teilweise zum Lehen gaben. Diese wiederum belehnten den niedrigen Adel mit Teilen des Zehnten, diese Lehen vielen aber im Laufe der Zeit wieder an Erbach zurück. 1717 beanspruche Erbach zwei Drittel und die Oberschaffnerei des Klosters Lorsch, welche die verbliebenen Rechte des Klosters wahrnahm und verwaltete, ein Drittel des Zehnten.
Im 16. Jahrhundert hielt die Reformation auch im Odenwald Einzug. Bis 1544 hatten die Grafen von Erbach für ihre Grafschaft das lutheranische Glaubensbekenntnis eingeführt, und auch die pfälzischen Herrscher sympathisierten offen mit dem lutherischen Glauben aber erst unter Ottheinrich (Kurfürst von 1556 bis 1559) erfolgte der offizielle Übergang zur lutherischen Lehre. Die Untertanen hatten ihren Herrschern damals auch in Glaubensfragen zu folgen.
In kirchlicher Hinsicht gehörte Zotzenbach zusammen mit Mengelbach vor der Reformation zur Pfarrei in Mörlenbach. Auch gab es im Ort eine Kapelle, die „Unserer Lieben Frau“ geweiht war, sowie einen Friedhof und einen eigenen Kaplan. Nach der Reformation wurde Zotzenbach dem Kirchspiel Rimbach zugeteilt.
1618 begann der Dreißigjährige Krieg, unter dem spätestens 1622 auch das Amt Schönberg zu leiden hatte, als ligistische Truppen es mehrfach überfielen und ausplünderten. Mitte der 1630er Jahre folgte mit dem Schwedisch-Französischen Krieg das blutigste Kapitel des Dreißigjährigen Krieges. Aus der Region berichteten die Chronisten aus jener Zeit: „Pest und Hunger wüten im Land und dezimieren die Bevölkerung, sodass die Dörfer öfters völlig leer stehen“.
Als im Jahre 1648 Friede geschlossen wurde, war die Bevölkerung in der Region auf ein Viertel geschrumpft, etliche Dörfer waren über Jahre menschenleer. Nach kurzer Friedenszeit folgten die französischen Reunionskriege, die für die Region neue Heimsuchungen brachten. Im Herbst 1696 wurde im Pfälzischen Erbfolgekrieg das Schloss Schönberg überfallen. Erst mit dem Frieden von Rijswijk, 1697, zogen sich die Franzosen hinter den Rhein zurück.
Im Jahr 1717 kam es zur Teilung des Erbacher Grafenhauses und Schloss Schönberg wurde Sitz der jüngeren Linie Erbach-Schönberg unter Graf Georg August zu Erbach-Schönberg. Dieser erhielt die Ämter Schönberg und König und der Hälfte der Herrschaft Breuberg. Die Linie Erbach-Schönberg machte die Burg zu ihrem Wohnsitz, wodurch sie ihren heutigen Schlosscharakter erhielt. Im gleichen Jahr wurden für Zotzenbach einschließlich Mengelbach 20 Zentmänner und 4 Beisassen gezählt.
Aus dem Jahr 1729 stammt die Erwähnung einer eigenen Schule in Zotzenbach, davor besuchten die Zotzenbacher Kinder die Schule in Rimbach. In den ersten 100 Jahren stellten die Lehrer auch die Räumlichkeiten für den Unterricht. Erst 1827 erhielt der Ort ein eigenes Schulgebäude.

### Vom 19. Jahrhundert bis heute

#### Zotzenbach wird hessisch
Das ausgehende 18. und beginnende 19. Jahrhundert brachte Europa weitreichende Änderungen. Infolge der Napoleonischen Kriege wurde das Heilige Römische Reich (Deutscher Nation) durch den Reichsdeputationshauptschluss von 1803 neu geordnet. Dieses letzte Gesetzeswerk des alten Reiches setzte Bestimmungen des Friedens von Luneville um und leitete das Ende des alten Reiches ein.
Unter Druck Napoléons gründete sich 1806 der Rheinbund, dies geschah mit dem gleichzeitigen Reichsaustritt der Mitgliedsterritorien.
Dies führte am 6. August 1806 zur Niederlegung der Reichskrone, womit das alte Reich aufhörte zu bestehen.
Am 14. August 1806 erhob Napoleon die Landgrafschaft Hessen-Darmstadt, gegen den Beitritt zum Rheinbund und Stellung hoher Militärkontingente an Frankreich, zum Großherzogtum, andernfalls drohte er mit Invasion.
Durch die Rheinbundakte wurde die Grafschaft Erbach mediatisiert und zum größten Teil in das neu gegründete Großherzogtum Hessen eingegliedert, dazu gehörte auch das „Amt Schönberg“. Das Amt blieb vorerst als standesherrschaftliches Amt erhalten.
Bereits am 9. Dezember 1803 wurde durch eine Ausführungsverordnung das Gerichtswesen in der Landgrafschaft Hessen-Darmstadt neu organisiert.
Für das Fürstentum Starkenburg wurde das „Hofgericht Darmstadt“ als Gericht der zweiten Instanz eingerichtet. Die Rechtsprechung der ersten Instanz wurde durch die Ämter bzw. Standesherren vorgenommen. Das Hofgericht war für normale bürgerliche Streitsachen Gericht der zweiten Instanz, für standesherrliche Familienrechtssachen und Kriminalfälle die erste Instanz. Übergeordnet war das Oberappellationsgericht Darmstadt.
Damit hatten die Zente und die mit ihnen verbundenen Zentgerichte endgültig ihre Funktion eingebüßt. Die Bestimmungen galten auch im 1806 gegründeten Großherzogtum Hessen.
Die Historisch-topographisch-statistische Beschreibung des Fürstenthums Lorsch, oder Kirchengeschichte des Oberrheingaues berichtet 1812 über Zotzenbach als erbachischen Ort der Zent Heppenheim:

„Zotzenbach ist ebenfalls ein beträchtlicher Ort, und ein Filial von Rimbach wovon es eine halbe Stunde entfernt ist. Es hatte vor diesem eine besondere Kapelle und einen Kaplan, dem Schenk Heinrich im Jahr 1381 ein Malter Korn jahrlich vermacht hat. Dieser Ort hat vor Zeiten, und noch im Jahr 1475, ein besonderes Gericht wie uns die Urkunde bei Schneider No. 39. 5. S. 563 lehrt. Zotzenbach enthält 55 Häuser und 432 Einwohner.“

Nach der endgültigen Niederlage Napoléons regelte der Wiener Kongress 1814/15 auch die territorialen Verhältnisse für Hessen und die Zugehörigkeit der Grafschaft Erbach zum „Fürstentum Starkenburg“ des Großherzogtums Hessen bestätigt. Daraufhin wurden 1816 im Großherzogtum Provinzen gebildet und dabei das vorher als „Fürstentum Starkenburg“ bezeichnete Gebiet in „Provinz Starkenburg“ umbenannt.
Im Jahr 1814 wurde die Leibeigenschaft im Großherzogtum aufgehoben und es erhielt mit der am 17. Dezember 1820 eingeführten Verfassung des Großherzogtums Hessen eine konstitutionelle Monarchie, in der der Großherzog aber noch große Machtbefugnisse hatte. Die noch bestehenden standesherrlichen Rechte wie Niedere Gerichtsbarkeit, Zehnten, Grundzinsen und andere Gefälle blieben teilweise noch bis 1848 bestehen.
1821/22 wurden im Rahmen einer umfassenden Verwaltungsreform die Amtsvogteien in den Provinzen Starkenburg und Oberhessen des Großherzogtums aufgelöst und Landratsbezirke eingeführt, wobei 1822 das Amt Schönberg dem Landratsbezirk Lindenfels zugeteilt wurde. Im Rahmen dieser Reform wurden auch Landgerichte geschaffen, die jetzt unabhängig von der Verwaltung waren. Deren Gerichtsbezirke entsprachen in ihrem Umfang den Landratsbezirken. Für den Landratsbezirk Lindenfels war das Landgericht Fürth als Gericht erster Instanz zuständig. Für das Amt Schönberg wurde die Niedere Gerichtsbarkeit im Namen der Standesherren durch den Landrat ausgeübt. Erst 1826 gingen alle Funktionen des ehemaligen standesherrschaftlichen Amts Schönberg an die Landesinstitutionen über. Diese Reform ordnete auch die Administrative Verwaltung auf Gemeindeebene, wobei Zotzenbach eine eigene Bürgermeisterei erhielt die auch für Mengelbach zuständig war.
Die Statistisch-topographisch-historische Beschreibung des Großherzogthums Hessen berichtet 1829 über Zotzenbach:

„Zotzenbach (L. Bez. Lindenfels) luth. Filialdorf; liegt 2  St. von Lindenfels und gehört dem Grafen von Erbach Schönberg. Der Ort besteht aus 64 Häusern und 563 Einw., die außer 13 Reform. und 10 Kath. lutherisch sind. Unter diesen befinden sich 11 Bauern, 33 Gewerbsleute und 37 Taglöhner. Der Ort harte noch 1475 ein besonderes Gericht und kam 1806 unter Hess. Hoheit.“

1832 wurden die Verwaltungseinheiten weiter vergrößert und es wurden Kreise geschaffen. Nach der am 20. August 1832 bekanntgegebenen Neugliederung sollte es in Süd-Starkenburg künftig nur noch die Kreise Bensheim und Lindenfels geben; der Landratsbezirk von Heppenheim sollte in den Kreis Bensheim fallen. Noch vor dem Inkrafttreten der Verordnung zum 15. Oktober 1832 wurde diese aber dahingehend revidiert, dass statt des Kreises Lindenfels neben dem Kreis Bensheim der Kreis Heppenheim als zweiter Kreis gebildet wurde, zu dem jetzt Zotzenbach gehörte.
Ab 1839 wurde die Nibelungenstraße von Bensheim ins Lautertal bis Lindenfels ausgebaut und damit ein wichtiger Betrag zur Verbesserung der Infrastruktur des vorderen Odenwaldes geschaffen. Eine weitere Verbesserung wurde durch die Eröffnung der Main-Neckar-Bahn 1846 erreicht, die Bensheim zunächst mit Langen, Darmstadt und Heppenheim verband und wenig später bis Frankfurt, Heidelberg und Mannheim reichte.
1842 wurde das Steuersystem im Großherzogtum reformiert und der Zehnte und die Grundrenten (Einnahmen aus Grundbesitz) wurden durch ein Steuersystem ersetzt, wie es in den Grundzügen heute noch existiert.
Im Neuestes und gründlichstes alphabetisches Lexicon der sämmtlichen Ortschaften der deutschen Bundesstaaten von 1845 bis 1848 finden sich folgender Eintrag:

„Zotzenbach b. Lindenfels. – Dorf, nach Rimbach hinsichtlich der Evangelischen und nach Mörlenbach hinsichtl. der Katholischen eingepf. – 64 H. 563 E. (incl. 10 Kathol.) – Großherzogthum Hessen. – Provinz Starkenburg. – Kreis Heppenheim. – Landgericht Fürth. – Hofgericht Darmstadt. –– Das Dorf Zotzenbach, zur Standesherrschaft des Grafen von Erbach–Schönberg gehörig, ist im J. 1806 unter großherzogl. hessische Souveränität gekommen. Unter den Einwohnern sind mehrere Gewerbtreibende. Zu der Gemeinde gehören die Unter-Mengelbacher Höfe, 2 Mühlen und 1 Wohnhaus bei Mumbach.“

Infolge der Märzrevolution 1848 wurden mit dem „Gesetz über die Verhältnisse der Standesherren und adeligen Gerichtsherren“ vom 15. April 1848 die standesherrlichen Sonderrechte endgültig aufgehoben.
Darüber hinaus wurden in den Provinzen, die Kreise und die Landratsbezirke des Großherzogtums am 31. Juli 1848 abgeschafft und durch „Regierungsbezirke“ ersetzt, wobei die bisherigen Kreise Bensheim und Heppenheim zum Regierungsbezirk Heppenheim vereinigt wurden. Dies wurde jedoch bereits am 12. Mai 1852 infolge der Reaktionsära wieder rückgängig gemacht und Zotzenbach wurde dem neu gegründeten Kreis Lindenfels zugeordnet.
Die im Dezember 1852 aufgenommenen Bevölkerungs- und Katasterlisten ergaben für Zotzenbach: Lutherisches Filialdorf mit 693 Einwohnern. Dazu gehört die Untermengelbacher Höfe und eine Mühle.
Die Gemarkung besteht aus 3071 Morgen, davon 1493 Morgen Ackerland, 372 Morgen Wiesen und 1136 Morgen Wald.
In den Statistiken des Großherzogtums Hessen werden, bezogen auf Dezember 1867, für das Filialdorf Zotzenbach mit eigener Bürgermeisterei, 105 Häuser, 725 Einwohnern, der Kreis Lindenfels, das Landgericht Fürth, die evangelische Pfarrei Zotzenbach mit dem Dekanat in Lindenfels und die katholische Pfarrei Mörlenbach des Dekanats Heppenheim, angegeben. Zur Gemarkung gehörte außerdem die Mengelbacher Höfe (Unter-Mengelbach) (5 Häuser, 58 Einw.) und ein Haus (5 Einw.) in Münschbach. Das zuständige Steuerkommissariat ist Zwingenberg der Destriktseinnehmerei Birkenau und Obereinnehmerei Bensheim. Die Dominalienverwaltung besteht aus dem Rentamt Lindenfels, dem Forstamt Wald-Michelbach mit der Oberförsterei Rimbach.
1870 provoziert der preußische Ministerpräsident Otto von Bismarck durch die sogenannte Emser Depesche den Deutsch-Französischen Krieg, in dem das Großherzogtum Hessen als Mitglied des Norddeutschen Bundes an der Seite Preußens teilnahm. Noch vor dessen offiziellen Ende am 10. Mai 1871 traten die süddeutschen Staaten dem Norddeutschen Bund bei und am 1. Januar 1871 trat dessen neu Verfassung in Kraft, mit der er sich nun Deutsches Reich nannte.
Auf deutscher Seite forderte dieser Krieg ca. 41.000 Tote.
Mit dem Reichsmünzgesetz gab es Deutschland nur noch eine Währung, die Mark mit 100 Pfennigen als Untereinheit.
Nachdem das Großherzogtum Hessen ab 1871 Teil des Deutschen Reiches war, wurden 1874 eine Reihe von Verwaltungsreformen beschlossen. So wurden die landesständige Geschäftsordnung sowie die Verwaltung der Kreise und Provinzen durch Kreis- und Provinzialtage geregelt. Die Neuregelung trat am 12. Juli 1874 in Kraft und verfügte auch die Auflösung der Kreise Lindenfels und Wimpfen und die Wiedereingliederung Zotzenbachs in den Kreis Heppenheim.
Im Jahr 1869 wurde die Eröffnung der Nibelungenbahn von Worms über Lorsch nach Bensheim gefeiert, wo sie Anschluss an die bereits 1846 fertiggestellten Main-Neckar-Bahn hatte. 1884 wurde im Ort eine Posthilfsstelle eröffnet, was auch dem normalen Bürger einen Zugang zum Postverkehr ermöglichte.
Am 1. Januar 1900 trat im ganzen deutschen Reich das Bürgerliche Gesetzbuch in Kraft.
Für das Jahr 1900 waren weitere Infrastrukturverbesserungen zu vermelden, so wurde bei Worms sowohl die Ernst-Ludwig-Brücke für den Straßenverkehr, als auch die Eisenbahnbrücke über den Rhein dem Verkehr übergeben. In Zotzenbach wurde 1909 mit dem Bau einer öffentlichen Wasserversorgung begonnen und 1912 wird das Dorf an die Stromversorgung angeschlossen sowie eine Krankenpflegestation eröffnet.
Dass die Zeiten aber auch von viel Armut geprägt waren, zeigen die Zahlen der Auswanderer. So wurden von 1881 bis 1900 529.875 deutsche Auswanderer gezählt.

#### Zeit der Weltkriege
Am 1. August 1914 brach der Erste Weltkrieg aus, der im ganzen Deutschen Reich der positiven wirtschaftlichen Entwicklung ein Ende setzte. Als nach der deutschen Niederlage am 11. November 1918 der Waffenstillstand unterschrieben wurde, hatte auch Zotzenbach 43 Gefallene und Vermisste zu beklagt, während der Krieg insgesamt rund 17 Millionen Opfer forderte.
Das Ende des Deutschen Kaiserreiches war damit besiegelt, und die unruhigen Zeiten der Weimarer Republik folgten. In der Zeit von 1921 bis 1930 wurden in Deutschland 566.500 Auswanderer gezählt, die versuchten, den schwierigen Verhältnissen in Deutschland zu entfliehen.
In Zotzenbach wurde 1925 eine Kinderschule (Kindergarten) durch die „Landeskirchliche Gemeinschaft“ eröffnet und 1926 entstand das Ehrenmal für die Gefallenen des Ersten Weltkriegs, das 1946 für die Toten des Zweiten Weltkriegs erweitert wurde.
Am 30. Januar 1933 wurde Adolf Hitler Reichskanzler, was das Ende der Weimarer Republik und den Beginn der Nationalsozialistischen Diktatur bedeutete.
Im November 1938 brachte die sogenannte Reichskristallnacht den jüdischen Mitbürgern Not und Elend.
Die hessischen Provinzen Starkenburg, Rheinhessen und Oberhessen wurden 1937 nach der 1936 erfolgten Auflösung der Provinzial- und Kreistage aufgehoben. Zum 1. November 1938 trat dann eine umfassende Gebietsreform auf Kreisebene in Kraft. In der ehemaligen Provinz Starkenburg war der Kreis Bensheim besonders betroffen, da er aufgelöst und zum größten Teil dem Kreis Heppenheim zugeschlagen wurde. Der Kreis Heppenheim übernahm auch die Rechtsnachfolge des Kreises Bensheim und erhielt den neuen Namen Landkreis Bergstraße.
Am 1. September 1939 begann mit dem Einmarsch deutscher Truppen in Polen der Zweite Weltkrieg, der in seinen Auswirkungen noch weit dramatischer war als der Erste Weltkrieg und dessen Opferzahl auf 60 bis 70 Millionen Menschen geschätzt werden.
In der Endphase des Zweiten Weltkrieges in Europa erreichen die amerikanischen Verbände Mitte März 1945 den Rhein zwischen Mainz und Mannheim. Am 22. März überquerte die 3. US-Armee bei Oppenheim den Rhein und besetzte am 25. März Darmstadt. In den ersten Stunden des 26. März 1945 überquerten amerikanische Einheiten bei Hamm und südlich von Worms den Rhein von wo sie auf breiter Front gegen die Bergstraße vorrücken. Am 27. März standen die amerikanischen Truppen in Lorsch, Bensheim und Heppenheim und einen Tag später waren Aschaffenburg am Main sowie der westliche und nördlichen Teil des Odenwaldes besetzt. Der Krieg in Europa endete mit der bedingungslosen Kapitulation aller deutschen Truppen, die am 8. Mai 1945 um 23:01 Uhr mitteleuropäischer Zeit in Kraft trat.
Zotzenbach hatte 104 gefallene oder vermisste Soldaten in diesem Krieg zu beklagen.
Das Großherzogtum Hessen war von 1815 bis 1866 ein Mitgliedsstaat des Deutschen Bundes und danach ein Bundesstaat des Deutschen Reiches. Es bestand bis 1919, nach dem Ersten Weltkrieg wurde das Großherzogtum zum republikanisch verfassten Volksstaat Hessen. 1945 nach Ende des Zweiten Weltkriegs befand sich das Gebiet des heutigen Hessen in der amerikanischen Besatzungszone und durch Weisung der Militärregierung entstand Groß-Hessen, aus dem das Bundesland Hessen in seinen heutigen Grenzen hervorging.

#### Nachkriegszeit und Gegenwart
Wie die Einwohnerzahlen von 1939 bis 1950 zeigen hatte auch Zotzenbach nach dem Krieg viele Flüchtlinge und Vertriebene aus den ehemaligen deutschen Ostgebieten zu verkraften.
Im Jahr 1961 wurde die Gemarkungsgröße mit 768 ha angegeben, davon waren 285 ha Wald.
Die Gemeinde Zotzenbach schloss sich im Zuge der Gebietsreform in Hessen zum 31. Dezember 1971 der Gemeinde Rimbach an. Für Zotzenbach wurde wie für alle nach Rimbach eingegliederten Gemeinden ein Ortsbezirk gebildet.

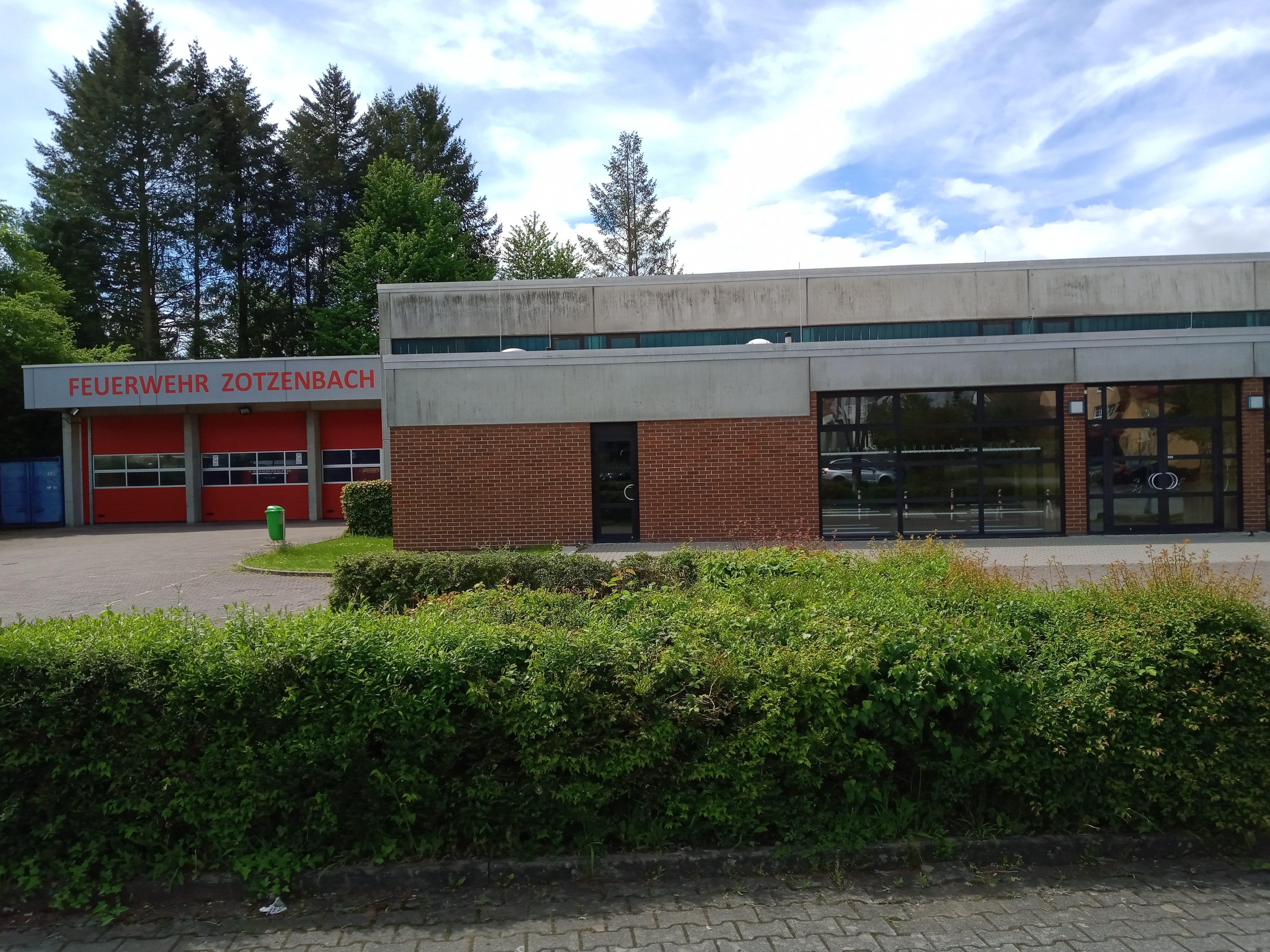
Die Feuerwehr und die Tromm-Halle (2021)

Die Ortschronik vermeldet für die Zeit nach dem Zweiten Weltkrieg folgende Ereignisse:
- 1954, wurde die Dorfstraße asphaltiert.
- 1959/60, den Neubau des Kindergartens.
- 1971, das Ende der Volksschule in Zotzenbach. Alle Schüler ab dem 5. Schuljahr besuchen Schulen in Rimbach.
- 1971/72, den Bau einer Friedhofskapelle.
- 1977, die 1100-Jahr-Feier für die erste Erwähnung Zotzenbachs.
- 1982, die Einweihung und Übergabe der Trommhalle an Schulen und Vereine.
- 1988, die Übergabe der Sportanlage in der „Dörrwiese“ an die Vereine.

### Gerichte in Hessen
Die erstinstanzliche Gerichtsbarkeit lag während der Zugehörigkeit zu Hessen bis 1822 beim standesherrlichen Amt Schönberg. 1822 kam es zu einer Übereinkunft zwischen dem Staat und dem Grafen von Erbach-Schönberg. Die Aufgaben der Verwaltung und der Rechtsprechung wurden getrennt. Die Verwaltung kam zum Landratsbezirk Lindenfels, für die Rechtsprechung wurde das Landgericht Schönberg eingerichtet. Diese relativ kleine Einheit hatte aber nur kurz Bestand und wurde 1826 dem Bezirk des Landgerichts Fürth zugeschlagen.
Anlässlich der Einführung des Gerichtsverfassungsgesetzes mit Wirkung vom 1. Oktober 1879 wurden die bisherigen großherzoglich hessischen Landgerichte durch Amtsgerichte an gleicher Stelle ersetzt, während die neu geschaffenen Landgerichte als Obergerichte fungierten. Erstinstanzlich zuständig war nun das Amtsgericht Zwingenberg im Bezirk des Landgerichts Darmstadt.

### Verwaltungsgeschichte im Überblick
Die folgende Liste zeigt die Staaten und Verwaltungseinheiten, denen Zotzenbach angehört(e):
- vor 1717: Heiliges Römisches Reich, Grafschaft Erbach, Amt Schönberg
- ab 1717: Heiliges Römisches Reich, Grafschaft Erbach-Schönberg (Anteil an der Grafschaft Erbach), Amt Schönberg
- ab 1806: Großherzogtum Hessen (Souveränitätslande),[Anm. 2] Fürstentum Starkenburg, Amt Schönberg (zur Standesherrschaft Erbach gehörig)
- ab 1815: Großherzogtum Hessen[Anm. 3] (Souveränitätslande), Provinz Starkenburg, Amt Schönberg
- ab 1821: Großherzogtum Hessen, Provinz Starkenburg, Landratsbezirk Lindenfels[Anm. 4]
- ab 1832: Großherzogtum Hessen, Provinz Starkenburg, Kreis Heppenheim
- ab 1848: Großherzogtum Hessen, Regierungsbezirk Heppenheim
- ab 1852: Großherzogtum Hessen, Provinz Starkenburg, Kreis Lindenfels
- ab 1871: Deutsches Reich,[Anm. 5] Großherzogtum Hessen, Provinz Starkenburg, Kreis Lindenfels
- ab 1874: Deutsches Reich, Großherzogtum Hessen, Provinz Starkenburg, Kreis Heppenheim
- ab 1918: Deutsches Reich, Volksstaat Hessen,[Anm. 6] Provinz Starkenburg, Kreis Heppenheim
- ab 1938: Deutsches Reich, Volksstaat Hessen, Landkreis Bergstraße[32][Anm. 7]
- ab 1945: Amerikanische Besatzungszone,[Anm. 8] Groß-Hessen, Regierungsbezirk Darmstadt, Landkreis Bergstraße
- ab 1949: Amerikanische Besatzungszone, Hessen Regierungsbezirk Darmstadt, Landkreis Bergstraße
- ab 1949: Bundesrepublik Deutschland, Hessen, Regierungsbezirk Darmstadt, Landkreis Bergstraße
- ab 1972: Bundesrepublik Deutschland, Hessen, Regierungsbezirk Darmstadt, Landkreis Bergstraße, Gemeinde Rimbach[Anm. 9]

## Bevölkerung

### Einwohnerentwicklung
| • 1829: | 563 Einwohner, 64 Häuser |

| Zotzenbach: Einwohnerzahlen von 1829 bis 2023 | Zotzenbach: Einwohnerzahlen von 1829 bis 2023 | Zotzenbach: Einwohnerzahlen von 1829 bis 2023 | Zotzenbach: Einwohnerzahlen von 1829 bis 2023 | Zotzenbach: Einwohnerzahlen von 1829 bis 2023 |
| --- | --------------------------------------------- | --------------------------------------------- | --------------------------------------------- | --------------------------------------------- |
| Jahr |                                               |                                               |                                               | Einwohner                                     |
| 1829 | 1829                                          |                                               | 563                                           | 563                                           |
| 1834 | 1834                                          |                                               | 710                                           | 710                                           |
| 1840 | 1840                                          |                                               | 758                                           | 758                                           |
| 1846 | 1846                                          |                                               | 762                                           | 762                                           |
| 1852 | 1852                                          |                                               | 693                                           | 693                                           |
| 1858 | 1858                                          |                                               | 698                                           | 698                                           |
| 1864 | 1864                                          |                                               | 784                                           | 784                                           |
| 1871 | 1871                                          |                                               | 820                                           | 820                                           |
| 1875 | 1875                                          |                                               | 812                                           | 812                                           |
| 1885 | 1885                                          |                                               | 826                                           | 826                                           |
| 1895 | 1895                                          |                                               | 804                                           | 804                                           |
| 1905 | 1905                                          |                                               | 885                                           | 885                                           |
| 1910 | 1910                                          |                                               | 911                                           | 911                                           |
| 1925 | 1925                                          |                                               | 886                                           | 886                                           |
| 1939 | 1939                                          |                                               | 862                                           | 862                                           |
| 1946 | 1946                                          |                                               | 1.218                                         | 1.218                                         |
| 1950 | 1950                                          |                                               | 1.235                                         | 1.235                                         |
| 1956 | 1956                                          |                                               | 1.201                                         | 1.201                                         |
| 1961 | 1961                                          |                                               | 1.275                                         | 1.275                                         |
| 1967 | 1967                                          |                                               | 1.300                                         | 1.300                                         |
| 1980 | 1980                                          |                                               | ?                                             | ?                                             |
| 1990 | 1990                                          |                                               | ?                                             | ?                                             |
| 2000 | 2000                                          |                                               | ?                                             | ?                                             |
| 2007 | 2007                                          |                                               | 2.200                                         | 2.200                                         |
| 2011 | 2011                                          |                                               | 2.136                                         | 2.136                                         |
| 2015 | 2015                                          |                                               | 2.147                                         | 2.147                                         |
| 2020 | 2020                                          |                                               | 2.078                                         | 2.078                                         |
| 2023 | 2023                                          |                                               | 2.116                                         | 2.116                                         |
| Datenquelle: Historisches Gemeindeverzeichnis für Hessen: Die Bevölkerung der Gemeinden 1834 bis 1967. Wiesbaden: Hessisches Statistisches Landesamt, 1968. Weitere Quellen: LAGIS; Gemeinde Rimbach; Zensus 2011; |                                               |                                               |                                               |                                               |

### Einwohnerstruktur 2011
Nach den Erhebungen des Zensus 2011 lebten am Stichtag dem 9. Mai 2011 in Zotzenbach 2136 Einwohner. Darunter waren 114 (5,3 %) Ausländer.
Nach dem Lebensalter waren 390 Einwohner unter 18 Jahren, 885 zwischen 18 und 49, 414 zwischen 50 und 64 und 447 Einwohner waren älter.
Die Einwohner lebten in 612 Haushalten. Davon waren 258 Singlehaushalte, 255 Paare ohne Kinder und 309 Paare mit Kindern, sowie 87 Alleinerziehende und 3 Wohngemeinschaften. In 183 Haushalten lebten ausschließlich Senioren/-innen und in 600 Haushaltungen lebten keine Senioren/-innen.

### Historische Religionszugehörigkeit
| • 1829: | 450 evangelisch-lutherische (= 46,43 %), 13 evangelisch-reformierte (= 37,12 %), 10 katholische (= 16,43 %) Einwohner |
| • 1961: | 1015 evangelische (= 79,61 %), 245 katholische (= 19,22 %) Einwohner                                                  |

## Politik
Nach der Eingliederung in die Gemeinde Rimbach blieb für die Belange der Zotzenbacher Bürger ein täglich besetztes Bürgerbüro im alten Zotzenbacher Rathaus erhalten.
Ortsbeirat
Für Zotzenbach besteht ein Ortsbezirk (Gebiete der ehemaligen Gemeinde Zotzenbach) mit Ortsbeirat und Ortsvorsteher, nach Maßgabe der §§ 81 und 82 HGO und des Kommunalwahlgesetzes in der jeweils gültigen Fassung gebildet. Der Ortsbeirat besteht aus sieben Mitgliedern. Bei den Kommunalwahlen in Hessen 2021 betrug die Wahlbeteiligung zum Ortsbeirat Zotzenbach 56,38 %. Es wurden gewählte: vier Mitglieder der Freien Wählergemeinschaft (FWG), und je ein Mitglied  der CDU, SPD und des Bündnisses Mensch und Natur (BMN). Der Ortsbeirat wählte Gerhard Jäkle (FWG) zum Ortsvorsteher.

## Kultur und Sehenswürdigkeiten

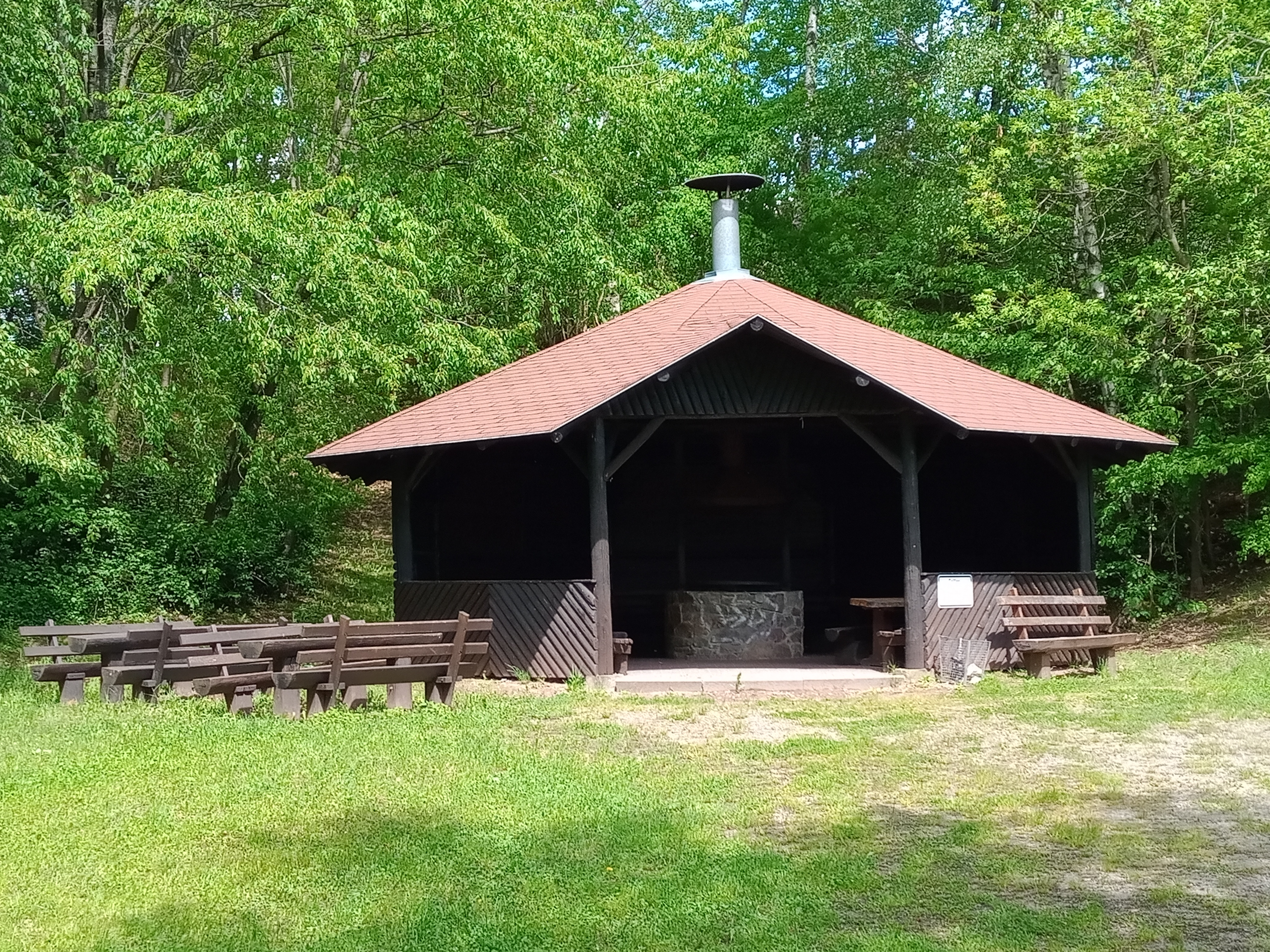
Die Zotzenbacher Grillhütte (2021)

### Theater
Von den Laienschauspielern der RoLaZoLa wurde jährlich ein Theaterstück aufgeführt.

### Regelmäßige Veranstaltungen
- Fastnachtsveranstaltungen
- Grill- und Sommerfeste der ortsansässigen Vereine
- Zotzenbacher Kerwe (pausiert von 2011–2023)
- Adventsbasar
- Silvestertreff
- Automobil-Bergslalom auf der ehemaligen Bergrennstrecke

### Bauwerke

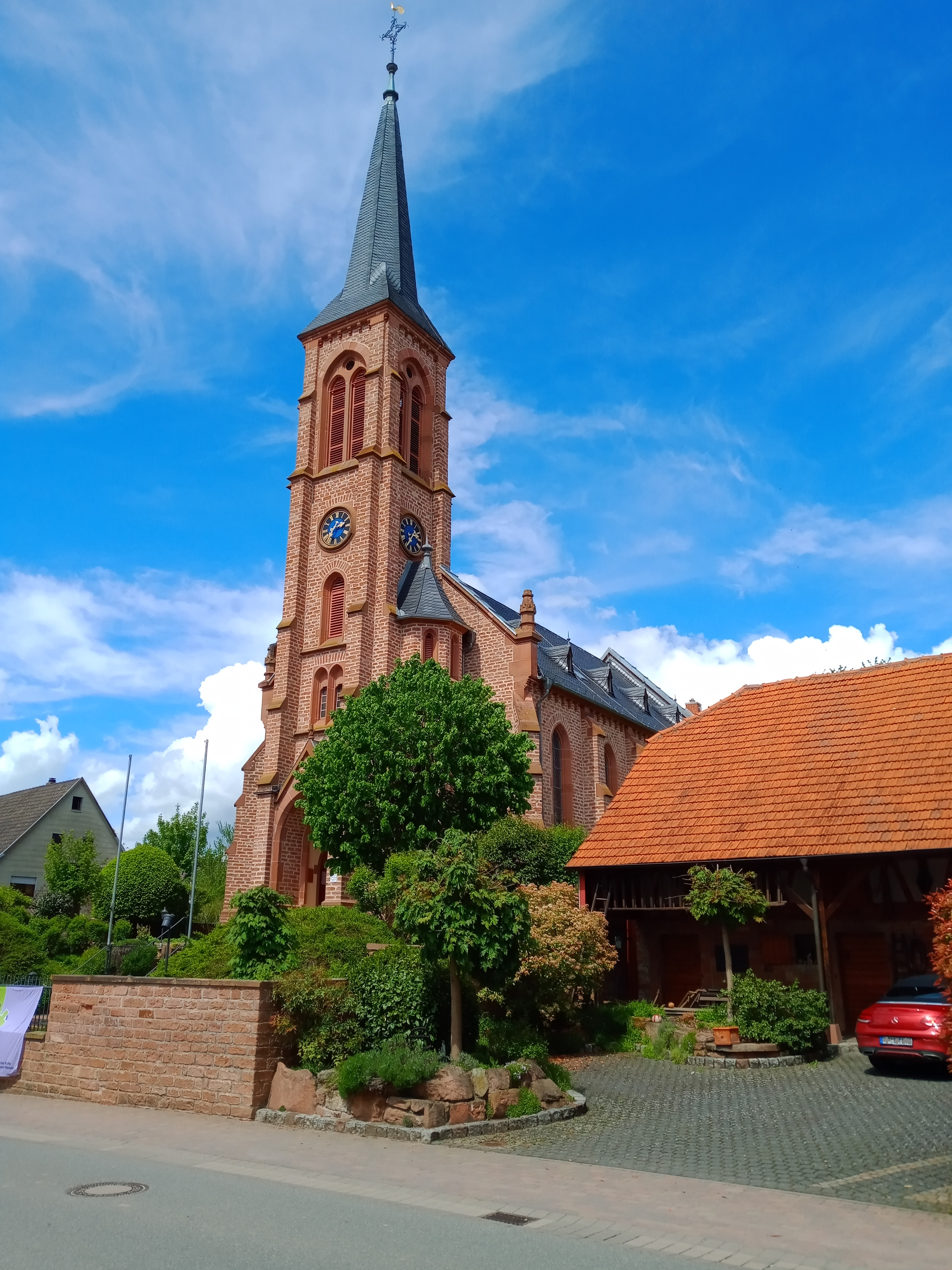
Die Evangelische Kirche (2021)

- Evangelische Kirche, erbaut 1877 von Philipp Johann Berdellé
- Sängerwarte
- Altes Rathaus
- Heimatmuseum
- Erneuerte Ortsmitte mit Bachlauf
- Grundschule (Sandsteinbau)

## Infrastruktur
Das Freizeitangebot in Zotzenbach wird hauptsächlich durch die Arbeit von vielen Vereinen geprägt. Rund um Zotzenbach gibt es viele Wandermöglichkeiten durch die Natur (z. B. auf die nahe gelegene Tromm). Über weite Grenzen hinweg bekannt wurde Zotzenbach durch das, lange Jahre veranstaltete, Bergrennen auf der „Zotzenbacher Rennstrecke“ (L3409), welches jedoch aus Naturschutzgründen nicht mehr ausgetragen werden darf.
Durch die Trommhalle in Zotzenbach steht der Bevölkerung eine Sport und Kulturstätte zur Verfügung, die neben den wöchentlichen Übungsstunden und Wettkämpfe der zahlreichen Zotzenbacher Vereine für Theater, Konzerte und sonstige Feiern genutzt wird.